# Счастье (фильм, 2017)
Счастье (фр. Félicité) — международно-спродюсированный фильм-драма 2017 года, поставлен сенегальским режиссером Аленом Гомисом. Премьера ленты состоялась 11 февраля 2017 года на 67-м Берлинском международном кинофестивале, где она участвовала в основной конкурсной программе, получив Гран-при жюри — «Серебряный медведь». Фильм был выдвинут от Сенегала на соискание премии «Оскар» в 2018 году в категории «Лучший фильм на иностранном языке». Он стал первым сенегальским фильмом, который претендует на эту номинацию.

## Сюжет
Фелисите — гордая и независимая женщина, которая работает певицей в баре в Киншасе. Каждый раз, когда она выходит на сцену, кажется, что она оставляет этот мир и свои повседневные заботы позади. Ее зрители быстро заражаются ритмом ее музыки и мощными, меланхоличными мелодиями. Жизнь Фелисите меняется, когда ее 14-летний сын попадает на мотоцикле в аварию. Пока он находится в больнице, женщина отчаянно пытается собрать деньги, необходимые для дорогостоящей операции. Один из завсегдатаев бара, ловелас по имени Табу, предлагает Фелисите свою помощь. Она неохотно, но соглашается. Несмотря на то, что Табу становится невыносимым, когда выпьет, постепенно между ним и Фелисите завяжется роман.

## В ролях
- Веро Тшанда Бейя Мпуту — Фелисите
- Гаэтан Клаудия — Сэмо
- Папи Мпака — Табу
- Надин Ндебо — Гортензия
- Элбас Мануана — Луизан
- Диплом Амекиндра
- Селестин Моконо
- Франсуа Касонга — профессор
- Принс Мбази — Леже
- Фердинан Минга — Ренар
- Азиза Кенгумбе — официантка
- Жозе Лузала — повар Нганда
- Плезир Мумбула
- Натан Мулумба — бандит
- Клодин Лумбу — медсестра
- группа Kasai Allstars
- Кимбангистский симфонический оркестр